# Mahmoud Genesh
Mahmoud Genesh (en árabe: محمود عبد الرحيم‎; Alejandría, 10 de julio de 1987) es un futbolista egipcio que juega en la demarcación de portero para el Modern Sport FC de la Premier League de Egipto.

## Selección nacional
Hizo su debut con la selección de fútbol de Egipto el 26 de marzo de 2019 en un encuentro amistoso contra Nigeria que finalizó con un resultado de 1-0 a favor del combinado nigeriano tras el gol de Paul Onuachu. Además formó parte del combinado egipcio que disputó la Copa Africana de Naciones 2019, y la clasificación para la Copa Africana de Naciones de 2021.

### Participaciones en la Copa Africana de Naciones
| Copa Africana de Naciones      | Sede   | Resultado        | Partidos | Goles |
| ------------------------------ | ------ | ---------------- | -------- | ----- |
| Copa Africana de Naciones 2019 | Egipto | Octavos de final | 0        | 0     |

## Clubes
| Club            | País   | Año       | Partidos | Goles |
| --------------- | ------ | --------- | -------- | ----- |
| El-Olympi       | Egipto | 2008-2011 |          |       |
| Zamalek SC      | Egipto | 2011-2021 | 121      | 0     |
| Modern Sport FC | Egipto | 2021-     | 91       | 0     |

## Palmarés

### Campeonatos nacionales
| Título                 | Club       | País   | Año  |
| ---------------------- | ---------- | ------ | ---- |
| Liga Premier de Egipto | Zamalek SC | Egipto | 2015 |
| Copa de Egipto         | Zamalek SC | Egipto | 2013 |
| Copa de Egipto         | Zamalek SC | Egipto | 2014 |
| Copa de Egipto         | Zamalek SC | Egipto | 2015 |
| Copa de Egipto         | Zamalek SC | Egipto | 2016 |
| Copa de Egipto         | Zamalek SC | Egipto | 2018 |
| Supercopa de Egipto    | Zamalek SC | Egipto | 2016 |

### Campeonatos internacionales
| Título                       | Club       | País   | Año  |
| ---------------------------- | ---------- | ------ | ---- |
| Copa Confederación de la CAF | Zamalek SC | Egipto | 2019 |